# Wahlenbergia linifolia
Wahlenbergia linifolia är en klockväxtart som först beskrevs av William Roxburgh, och fick sitt nu gällande namn av A.Dc. Wahlenbergia linifolia ingår i släktet Wahlenbergia och familjen klockväxter. IUCN kategoriserar arten globalt som akut hotad. Inga underarter finns listade i Catalogue of Life.